# Batalla de Affane
La Batalla de Affane se luchó en Waterford, en el sureste de Irlanda, en 1565, entre los Condes de Desmond de la familia FitzGerald y los Condes de Ormond, de la familia Butler. La batalla concluyó con la derrota de las fuerzas geraldinas. Fue una de las últimas batallas privadas luchadas en Gran Bretaña o Irlanda.

## Causas – una guerra privada
Munster había estado dominado por las familias de  ingleses viejos de FitzGerald de Desmond y Butler de Ormonde desde el siglo XIII. Las tierras de los Fitzgerald se extendían al sur y suroeste de Irlanda, a través de los condados modernos de Cork, Kerry y Tipperary.
El territorio de Ormonde tenía su centro en la ciudad de Kilkenny y abarcaba los condados de Kilkenny, Waterford y Tipperary. Las dinastías rivales mantuvieron constantes enfrentamientos, ya que ambas buscaban consolidar y expandir su territorio a expensas del otro. En los años 1560, estalló la guerra.
En los años anteriores, Joan Fitzgerald, la condesa viuda de Ormond y madre de Thomas Butler, X conde de Ormond, se había casado con Gerald FitzGerald, XV conde de Desmond, buscando la paz entre las dos familias. En 1560 su intervención aseguró una salida pacífica de un punto muerto en Bohermore (conocido como, la batalla que nunca fue). A su muerte en 1564 concluyó la tregua, y los asaltos se reiniciaron por ambos bandos.
Gerald FitzJames Fitzgerald, X conde de Desmond, proclamó su jurisdicción sobre "El Déise", en el Condado de Waterford, y en enero de 1565, cruzó el Blackwater con su ejército, para recaudar tributo en la antigua forma de "coign y livery". Sir Maurice Fitzgerald, I Vizconde Decies, jefe del distrito y subordinado de Desmond, residente en la frontera entre ambos territorios, pidió ayuda a su primo Thomas Butler, conde de Ormond. Ormonde movilizó a sus hombres para interceptar a los Geraldines en Affane, un vado sobre el Finisk, un afluente del Blackwater, en las estribaciones de los montes Knockmealdown cerca de Lismore.

## La batalla
Las fuerzas de Desmond estaban formadas por sus parientes FitzGerald, clanes gaélicos aliados como los O'Connor y los O'Brien, y un subordinado descontento de Ormonde, Sir Piers Butler de Cahir. Las tropas de Ormonde las integraban la familia Butler, además de una leva reclutada entre gaélicos e ingleses viejos.
Desmond abandonó Lismore con las primeras luces con unos 80–100 caballeros, 300–400 infantes, y centenares de seguidores. En la compañía de los MacCarthys, O'Sullivan, MacSheehys y O'Connor, marchó a Bewley en la cima de los Finisk, donde  reclamó servicio a Maurice FitzGerald de manera formal, según las exacciones militares consuetudinarias de coyne y livery. FitzGerald ofreció ir a arbitraje, pero Desmond insistió en la decisión de su brehon; no pudieron ponerse de acuerdo.
Desmond montó campamento, ordenó sacrificar 60 reses, envió algunos jinetes a incendiar algunas casas y envió otros a Dungarvan por vino. Se prendió fuego a tres casas, y Ormonde bajó de las montañas con los O'Kennedy, Gillapatricks y Burkes.
Un hombre local aconsejó Desmond atacar inmediatamente, mintiéndole sobre que Ormonde estaba ausente. Lord Power, sin embargo, le urgió a retroceder a su casa en Curraghmore y considerar su posición. La valoración de Desmond fue que las fuerzas contrarias eran débiles y podían ser tomadas con facilidad, y escogió atacar. Los Geraldines partieron de Dromana en la parroquia de Affane, el hogar de los FitzGerald del Decies, reforzándose en Lismore por el camino.
Al llegar a este punto Ormonde había alcanzado el vado de Affane, a escasa distancia del castillo de Lismore, donde sus fuerzas, mostrando una bandera roja, fueron pasadas de largo por la infantería de Desmond. Los hombres de Desmond levantaron su estandarte, y los acontecimientos se precipitaron. Desmond divisó a Ormonde y espoleó su caballo, causando un intercambio de disparos. Ormonde ordenó formación de defensa.
El hermano de Ormonde, Sir Edmund Butler de Cloughgrenan, alcanzó a Desmond en la cadera derecha con un tiro de pistola, rompiendo su fémur y haciéndole caer del caballo. Con su comandante caído, las tropas Geraldinas fueron derrotadas y los Butler les persiguieron hasta el río. Aproximadamente 300 Geraldinos murieron, muchos ahogados al ser interceptados por lanchas armadas al cruzar el río.
Cuando el cautivo malherido Desmond fue llevado a hombros del campo, un comandante de Ormonde cabalgó hacia él y le pregunto con sorna, "¿Dónde es ahora el gran Lord Desmond?" Se dice que Desmond respondió, "¿Donde si no en su lugar, llevado a hombros por los Butler?"
Ormonde llevó a Desmond a Clonmel y luego a Waterford, donde el Lord Diputado de Irlanda Nicholas Arnold se hizo cargo de él tras una disputa legal con Ormonde. Sir Henry Sidney reemplazó a Arnold, pero centró su atención en las acciones de Shane O'Neill en Úlster. En 1567, Sidney se dirigió al sur e intentó negociar una paz entre Desmond y Ormand. Llevó a Desmond prisionero a Dublín, dejando a su hermano, John FitzJames Fitzgerald, gobernando Munster en ausencia del Conde.

## Consecuencias
Isabel I de Inglaterra se enfureció con el hecho de que dos casas nobiliarias su hubieran enfrentado en una batalla privada, desafiando la autoridad real sobre el Reino de Irlanda. El hecho que ambos lados hubieran desplegado sus estandartes en la batalla era una afrenta particular para ella–  constituía un rechazo simbólico del monopolio de la corona sobre la guerra.
Ambos condes fueron convocados a Londres para explicar sus acciones. Aun así, el tratamiento de las dinastías no fue ni siquiera estudiado: el Conde de Ormonde, primo de la Reina y un favorito de la corte, convenció a Isabel de que todo era culpa de Desmond. Como resultado, tanto Desmond (que había sido llevado ante el consejo privado en camilla) como sus hermanos, Seán y James, fueron arrestados y encarcelados en la Torre de Londres; esto fue siete años antes de que el conde regresara a Munster con su mujer, Eleanor. Esta acción contribuyó significativamente al malestar en la provincia de Munster que finalmente estalló en la primera de las rebeliones de Desmond en 1569.